# Placanica
Placanica és un comune (municipi) de la Ciutat metropolitana de Reggio de Calàbria, a la regió italiana de Calàbria, situat a uns 60 km al sud de Catanzaro i a uns 80 km al nord-est de Reggio de Calàbria. A 1 de gener de 2019 la seva població era de 1.141 habitants.
Placanica limita amb els municipis de Caulonia, Pazzano i Stignano.